# Château de la Rairie
Le château de la Rairie est un château situé à Pont-Saint-Martin, en France.

## Description
Dans un parc paysager de 9 ha, ce château de 1830 abrite une salle de réception de 300 m2. Le domaine reçoit du public (artistes, concerts, etc)

## Localisation
Le château est situé sur la commune de Pont-Saint-Martin, dans le département de la Loire-Atlantique.

## Historique
Le domaine de la Rairie est de 1445 à 1551 la propriété de la famille Gouy et au siècle suivant la famille Bidé. En 1657, Michel Forcheteau, seigneur de la Colletterie et des Dousseraies (les Douze Traits actuels à Saint-Aignan-Grandlieu) est secrétaire du roi et greffier à la chambre des comptes. Il occupe les lieux et achète de nombreuses terres mais ne peut faire face à ses emprunts.
Le domaine est vendu en 1671 à Mathurin Guyton, dont le frère avait épousé Marie Rouxe, fille du seigneur de la Marionnière. Après le décès de ce dernier, c'est Guillaume Hay qui devient le nouveau propriétaire mais qui meurt trois ans plus tard. Marie-Anne Drouet des Ilets lui succède jusqu'en 1786. Entretemps, elle épouse Augustin-Louis de Luynes et leur première fille est baptisée en la chapelle du château dont il reste quelques murs.
Puis, c'est Françoise-Marie Collet qui habite la demeure et fait construire en 1790 la métairie de la Moricière, toute proche. La Révolution et la guerre de Vendée n'épargnent pas la Rairie qui change trois fois de maîtres avant d'être acquise par Charles-Augustin Bridon, capitaine de navire. Son fils Anselme devient adjoint au maire de 1813 à 1826 puis maire de 1830 à 1838.
C'est à cette époque qu'il fait construire, à l'emplacement de la partie centrale de l'ancien bâtiment, l'actuelle demeure de style néopalladien. Le château est vendu de nouveau en 1839 à Françoise Bigot, veuve d'Augustin Hochet de la Terrie et conseillée par Pierre Sochan de Kersabiec qu'elle épousera. Il est le fils de Jean-Marie Angelique de Kersabiec, de la Marionnière. Prudent Pommereuil devient propriétaire en 1855, puis c'est Donatien Hervouet vers 1900.
À noter que François-Louis Hilarion du château de la Pigossière a été maire de la commune de 1848 à 1852 et qu'Anselme Bridon de la Rairie le fut de 1830 à 1838.
Le monument est inscrit au titre des monuments historiques en 1989.
Aujourd'hui et depuis 2018, ce sont Christelle et Willy Dublet qui en sont les propriétaires.
Les espaces de réception sont désormais privatisables pour des mariages ou des séminaires d'entreprise.